# メダルト・ボス
メダルト・ボス（英: Medard Boss、1903年10月4日 - 1990年12月21日）は、スイスの医学者、精神科医、精神分析家。独自の現存在分析を展開した。

## 生涯
チューリヒ大学を卒業した後、パリをはじめとするヨーロッパ諸国で研修を積みオイゲン・ブロイラーに師事し、ヴィルヘルム・ライヒから訓練分析を受けた。1952年にはチューリヒ大学教授となった。

## 人物
- 東洋に憧憬の念を抱き、1956年にはインド及びインドネシアを一年程度訪れた。後に『A Psychiatrist Discovers India (1965)（邦題：精神科医のインド紀行）』を著している。
- 日本人の三好郁男は直接ボスに師事した[1]。

## 邦訳
- 『性的倒錯 恋愛の精神病理学』村上仁,吉田和夫共訳 みすず書房 1957
- 『心身医学入門』三好郁男訳　みすず書房 1959
- 『精神分析と現存在分析論』笠原嘉,三好郁男訳 みすず書房 1962
- 『夢 その現存在分析』三好郁男,笠原嘉,藤縄昭訳 みすず書房 1970
- 『東洋の英知と西欧の心理療法 精神医学者のインド紀行』霜山徳爾,大野美津子訳 みすず書房 1972.
- 『不安の精神療法』河村次郎訳 醍醐書房 2000

## 関連人物
- ジークムント・フロイト
- ルートヴィヒ・ビンスワンガー
- オイゲン・ブロイラー
- ヴィルヘルム・ライヒ